# بورويينا
بلدية بورويينا (بالإسبانية: Purullena) هي بلدية تقع في مقاطعة غرناطة التابعة لمنطقة أندلوسيا جنوب إسبانيا.

## الديموغرافيا
بلغ عدد سكان بلدية بورويينا 2.260 نسمة عام 2011 (وفقاً للمعهد الوطني الإسباني للإحصاء).
| 2.196 | 2.022 | 2.411 | 2.307 | 2.252 | 2.278 | 2.260 |